# Německé volby do říšského sněmu 1920
Německé federální volby konané 6. června 1920 byly v pořadí druhé volby do říšského sněmu Výmarské republiky. Sociálnědemokratická strana se stala opět nejsilnější stranou, ačkoliv ztratila třetinu mandátů. Po volbách vznikla koalice, kterou tvořilo Centrum, Německá lidová strana a Německá demokratická strana (více: Vláda Konstantina Fehrenbacha).

## Předcházející události
Původní termín voleb byl plánován až na podzim 1920, kdy mělo být rozhodnuto na základě plebiscitů o konečné podobě německých hranic. Ve Východního Pruska probíhal plebiscit o připojení některých jeho jižních částí k Polsku (více: Plebiscit ve Varmii a Mazursku), v Šlesvicku o připojení severních částí k Dánsku (více: Šlesvické plebiscity) a v Horní Slezsku o jeho rozdělení mezi Německo a Polsko (více: Hornoslezská povstání). Volání po volbách ale byl jedním z požadavků vzbouřenců v tzv. Kappově puči a vláda výměnou za jejich složení zbraní s dřívějším termínem voleb souhlasila. Ve výše zmíněných oblastech se nakonec hlasovalo se zpožděním (v únoru 1921 Východním Prusku a Šlesvicku a v listopadu 1922 v Opolí).
Nejen Kappův puč, ale i povstání dělníků v Porúří v březnu 1920, daňová reforma a výsledky Versailleské smlouvy měly na volby výrazný vliv. V levém politickém spektru došlo k výrazné radikalizaci a následně ke kritice sociálních demokratů od koaličních partnerů, že nedělají dostatek proti růstu vlivu reakčních sil. Měšťanstvo se na druhou stranu přimklo ve stínu neustálých nepokojů k touze po vládě silné ruky, a tudíž k volbě pravicových stran.

## Výsledky

### Vládní koalice
Vláda (tzv. Výmarská koalice, tvořená sociálními demokraty, katolickým Centrem a německými demokraty) ztratila ve volbách většinu. Sociální demokraté (SPD) volby opět vyhráli, ale museli se obejít bez 62 křesel. Ztráty byly způsobeny lepší připraveností a organizovaností jejího největšího konkurenta z nezávislé sociální demokracie (USPD) než tomu bylo ve volbách předešlých. Koaliční partneři SPD levicově liberální němečtí demokraté (DDP) ztratili polovinu svých křesel a Centrum dalších 27 křesel.

### Opozice
Ze ztrát vládní koalice těžily nevládní strany na obou křídlech politického spektra. Vlevo si nejvíce polepšili nezávislí sociální demokraté (USPD), kteří získali v porovnání s předchozími volbami dalších 10 %. USDP přebrala radikálnější voliče sociálním demokratům a její zisky pocházely hlavně z velkých měst. Komunisté (KPD) se voleb účastnili vůbec poprvé a získali 2,1 %. Z pravicových stran Německá lidová strana (DVP) získala taktéž dalších 10 % v porovnání s předchozími výsledky a Národní lidová strana (DNVP) se udržela své pozice. Strany, které se stavěly k nové Výmarské republice kriticky nebo přímo nepřátelsky (USDP, KPD, DVP a DNVP), získali po volbách 49 % všech hlasů.

### Volby podle volebních obvodů
Sociální demokraté získali 11 obvodů a jejich pozice byly nejsilnější v severním Německu a Dolním Slezsku. Nezávislí sociální demokraté získali 7 obvodů s nejlepšími výsledky ve středním Německu. Centrum bylo úspěšné v převážně katolických obvodech v jižním Německu, Porýní a Horním Slezsku. Nacionalisté získali tři obvody na východě země, které po konci války přišly o část svého území ve prospěch Polska.

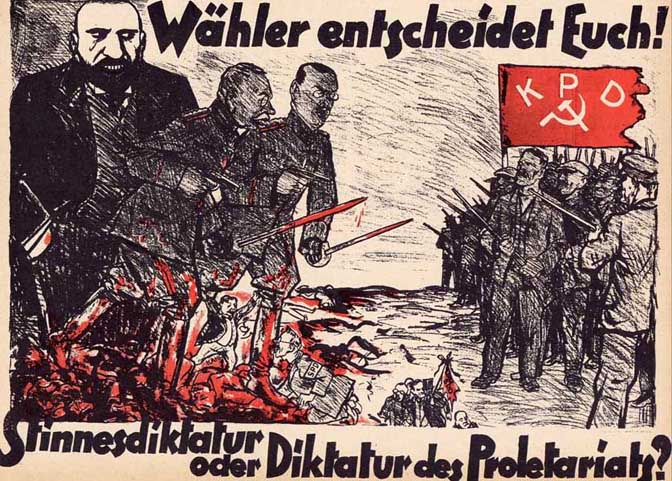
Komunistický volební plakát s karikaturou vládních politiků (Stinnes, Noske, von Seeckt)

| Politická strana | Politická strana                                      | Hlasy v % (změna) | Hlasy v % (změna) | Mandáty (změna) | Mandáty (změna) |
| ---------------- | ----------------------------------------------------- | ----------------- | ----------------- | --------------- | --------------- |
|                  | Sociálnědemokratická strana Německa (SPD)             | 21,7%             | ▼ -16,2           | 102             | ▼ -62           |
|                  | Nezávislá sociálně demokratická strana Německa (USPD) | 17,9%             | ▲ +10,3%          | 84              | ▲ +61           |
|                  | Německá národně lidová strana (DNVP)                  | 15,1%             | ▲ +4,8%           | 71              | ▲ +27           |
|                  | Německá lidová strana (DVP)                           | 13,9%             | ▲ +9,5%           | 65              | ▲ +46           |
|                  | Centrum (Z)                                           | 13,6%             | ▼ -6,1%           | 64              | ▼ -27           |
|                  | Německá demokratická strana (DDP)                     | 8,3%              | ▼ -10,3%          | 39              | ▼ -36           |
|                  | Bavorská lidová strana (BVP)                          | 4,2%              | ▲ +4,2%           | 20              | ▲ +20           |
|                  | Komunistická strana Německa (KPD)                     | 2,1%              | ▲ +2,1%           | 4               | ▲ +4            |
|                  | Německo-hannoverská strana (DHP)                      | 1,1%              | ▲ +0,9%           | 5               | ▲ +4            |
|                  | Bavorský rolnický svaz (BBB)                          | 0,8%              | ▼ -0,1%           | 4               | ▬ ±0            |
|                  | Křesťanská lidová strana (CVP)                        | 0,3%              | ▲ +0,3%           | 1               | ▲ +1            |
|                  | Ostatní                                               | 1,0%              | ▲ +1,0%           | 0               | ▼ -2            |
| Celkem           | Celkem                                                | 100,0%            |                   | 459             | +36             |

## Sestavování vlády
Říšský sněm se po volbách poprvé sešel 24. června 1920. Volební jednání byla kvůli výsledkům voleb velice dlouhá. Nakonec byla vytvořena menšinová vláda Centra, německých demokratů (DDP) a německých lidovců (DVP) (více: Vláda Konstantina Fehrenbacha). Lidovci před vstupem do koalice museli slíbit, že budou jednat podle ústavy. Sociální demokraté se koalice přímo neúčastnili, jednak kvůli lidovcům a jejich pravicové politice a jednak nechtěli dál dělat nepopulární vládní rozhodnutí. Na druhou stranu celá nová vláda závisela na toleranci sociálních demokratů. Říšským kancléřem byl jmenován Konstantin Fehrenbach z Centra.

### Přehled vlád
- Kabinet K. Fehrenbacha (Z) - koalice Z, DVP, DDP (25. červen 1920 – 4. květen 1921)
- Kabinet J. Wirtha I. (Z) - koalice SPD, Z, DDP (10. květen 1921 — 25. říjen 1921)
- Kabinet J. Wirtha II. (Z) - koalice SPD, Z později i BBB (26. říjen 1921 — 22. listopad 1922)
- Kabinet W. Cuna (-) - koalice DDP, DVP, BVP a nestraníci (22. listopad 1922 — 12. srpen 1923)
- Kabinet G. Stresemanna I. (DVP) - koalice SPD, Z, DVP, DDP (13. srpen 1923 — 6. říjen 1923)
- Kabinet G. Stresemanna II. (DVP) - koalice SPD, Z, DVP, DDP (6. říjen 1923 — 30. listopad 1923)
- Kabinet W. Marxe (Z) - koalice Z, DVP, DDP, BVP (30. listopad 1923 — 26. květen 1924)